# Karin Harmsen
Karin Harmsen-Roosen (11 maart 1962) is een Nederlands zitvolleybalster.
Harmsen heeft meegedaan aan de Paralympische Zomerspelen 2004 te Athene. Zij is in 2008 ook uitgekomen voor Nederland op de Paralympische Zomerspelen in Peking, alwaar zij teambrons behaalde. Het team bestond verder uit: Sanne Bakker, Karin van der Haar, Paula List, Djoke van Marum, Elvira Stinissen, Josien ten Thije, Rika de Vries en Petra Westerhof. Harmsen heeft na de spelen haar carrière beëindigd.